# 利布施塔特
利布施塔特（德語：Liebstadt，發音：[ˈliːpˌʃtat] ⓘ）是德国萨克森州萨克森施韦茨-东厄尔士山县的城市，面积37.36平方千米，2023年12月31日人口为1,248人。